# Carlos Miguel de Meclemburgo-Strelitz
Carlos Miguel de Meclemburgo-Strelitz (17 de Junho de 1863 - 6 de Dezembro de 1934), foi um Oficial da Marinha Imperial Russa e Chefe da Casa Grão-Ducal de Meclemburgo-Strelitz desde 1918 até à sua morte.